# Limbadi
Limbadi est une commune italienne de la province de Vibo Valentia dans la région Calabre en Italie.

## Administration
| Période                                  | Période | Identité | Étiquette | Qualité |
| ---------------------------------------- | ------- | -------- | --------- | ------- |
|                                          |         |          |           |         |
| Les données manquantes sont à compléter. |         |          |           |         |

### Hameaux
Badia di Limbadi, Caroni, Mandaradoni, Motta Filocastro, San Nicola De Legistis

### Communes limitrophes
Candidoni, Nicotera, Rombiolo, San Calogero, Spilinga

## Personnalités nées à Limbadi
- Rino Barillari (1945- ), photographe italien, surnommé « le roi des paparazzi ».